# سومیئه تاناکا
سومیئه تاناکا (انگلیسی: Sumie Tanaka; ۱۱ آوریل ۱۹۰۸ – ۱ مارس ۲۰۰۰) رمان‌نویس، و فیلم‌نامه‌نویس اهل ژاپن بود.
همچنین برندهٔ جوایزی همچون جایزه روبان آبی و جایزه یومیوری شده‌است.